# Chlorozada purpureofusca
Chlorozada purpureofusca är en fjärilsart som beskrevs av Embrik Strand 1917. Chlorozada purpureofusca ingår i släktet Chlorozada och familjen trågspinnare. Inga underarter finns listade i Catalogue of Life.